# Мичел Рајан
Мичел Рајан (енгл. Mitchell Ryan; Синсинати, 11. јануар 1934 — Лос Анђелес, 4. март 2022) био је амерички позоришни, филмски, и ТВ глумац, који се појављивао у бројним филмовима и телевизијским серијама.
Најпознатији по улогама Берка Девлина у готичкој телевизијској серији Мрачне сенке (1966–1967), Едварда Монтгомерија у телевизијском ситкому Дарма и Грег (1997–2002), те као генерала Питера Мекалистера у акционом филму Смртоносно оружје из 1987. године. 
Познат је и по филмовима Непознати заштитник (1973), Прљави Хари: Клопка за инспектора Калахана (1973), Пријатељи Еди Којла (1973), Усијане главе! 2 (1993), Ноћ вештица 6: Проклетство Мајкла Мајерса (1995), Судија Дред (1995), Анђео са два лика (1997), Лажов, лажов (1997), Плаћеник (1997),  и многим другим.